# أبو الفلوس (مسلسل)
أبو الفلوس مسلسل كوميدي كويتي إنتاج عام 1987، من تأليف صلاح المعيداوي وبطولة غانم الصالح وحياة الفهد وعبد الرحمن العقل وانتصار الشراح وداود حسين ومحمد جابر وسمير القلاف، وإخراج يوسف حمودة.

## قصة
تدور أحداثه حول راهي (أبو الفلوس) الذي يملك محل للعطارة، وتتوالى الأحداث إلى ان يتعرض لعملية نصب واحتيال.

## بطولة
غانم الصالح،راهي
حياة الفهد،موزه
عبدالرحمن العقل،علي التكعيبي
محمدجابر،بوسليمان
انتصار الشراح،أمينة
داوود حسين،نافع
سمير القلاف،حيدر
بالاشتراك مع
صادق الدبيس
حسين نصير
علي سلطان
عصرية الزامل